# Ciudad Sandino
Ciudad Sandino es un municipio del departamento de Managua en la República de Nicaragua. Fundado en 1969 fue originalmente un barrio que pertenecía al municipio de Managua. En enero de 2000, mediante decreto legislativo (Ley N.º 329) fue constituido como municipio. Dista 12,5 km al oeste de la capital de Managua.

## Geografía
Ciudad Sandino tiene una extensión de 51.11 km² y se localiza entre las coordenadas 12° 9′ 32″ de latitud norte y 86° 20′ 39″ de longitud oeste, a una altitud de 123 m s. n. m.

### Límites

#### Municipios adyacentes
| Noroeste: Mateare         | Norte: Mateare | Noreste: Lago Xolotlán |
| Oeste: Mateare            |                | Este: Managua          |
| Suroeste: Villa El Carmen | Sur: Managua   | Sureste: Managua       |

## Historia
En la década de los años 1960, el municipio era una zona agrícola con extensas granjas algodoneras. El inicio de Ciudad Sandino se remonta al año de 1969, cuando se producen graves inundaciones por la crecida del lago Xolotlán, producto de una depresión tropical en Nicaragua. Los barrios adyacentes a la costa del lago como La Tejera, Miralagos, Quinta Nina, Acahualinca y otros fueron afectados por el fenómeno, teniéndose que trasladar a sus habitantes a un lugar más seguro.
El gobierno de ese entonces, formó el proyecto de Organización Permanente de Emergencia Nacional cuyas siglas son (OPEN-3), negociando la compra de las propiedades algodoneras de la familia Blandón para asentar ahí a las familias damnificadas producto de la crecida del lago. Se poblaron dos zonas que se corresponden con el OPEN-3 (actual núcleo poblacional de Ciudad Sandino) y Bella Cruz, (conocida como Zona N.º 8). 
Primeramente se le dio el nombre de Reparto Santa María en los recibos de abonos para la adquisición de terrenos por la familia Blandón; posteriormente se sustituyó por el nombre de OPEN-3.
Los primeros años fueron difíciles y lentos, se carecía de agua potable, alumbrado público, energía eléctrica, servicios higiénicos, trazado de calles irregulares y del control urbano en cuanto al desarrollo y ordenamiento del mismo. 
En 1971 no había transporte público, por lo cual los pobladores debían caminar hasta la llamada "Cuesta del Plomo" para tomar el bus que salía hacia la ciudad de Managua. El transporte era pésimo, no satisfacía la demanda de los usuarios, por lo que se instaló una cooperativa de buses.
En el año de 1972, el terremoto que destruyó Managua obligó a muchas familias a trasladarse e instalarse precariamente en el proyecto OPEN-3. Esta afluencia de proles numerosas damnificadas por el evento que destruyó sus viviendas, vinieron a darle vida al OPEN-3, ya que en el lugar sólo estaban cinco familias.
El 17 de julio de 1979, con la caída del Gobierno del General Anastasio Somoza Debayle, el nombre de OPEN-3, fue cambiado a Ciudad Sandino, por el compositor Alberto "El Gato" Aguilar, el cual fue aceptado por la ciudadanía y hasta hoy se conserva. 
En el año 1995, el Comité Distrital para el desarrollo, solicitó la aprobación de una Ley que eleve el Distrito al rango de Municipio, argumentando los factores geográficos y socioeconómicos. El proyectos de Ley fue sometido a la Asamblea Nacional.
En octubre de 1998, las orillas del lago Xolotlán por causa del huracán Mitch, crecieron e inundaron los barrios adyacentes a sus costas, teniéndose que trasladar a siete mil personas al asentamiento "Nueva Vida", ubicado en el costado oeste de Ciudad Sandino. 
A través de la Ley N.º 329, Ciudad Sandino y El Crucero, publicada en enero de 2000, se crea el municipio de Ciudad Sandino formando parte del departamento de Managua.

## Demografía
Ciudad Sandino tiene una población actual de 132,697 habitantes. De la población total, el 47.9% son hombres y el 52.1% son mujeres. Casi el 98.2% de la población vive en la zona urbana.

## Naturaleza y clima
Según la clasificación climática de Köppen, Ciudad Sandino tiene un clima de sabana. La temperatura media anual ronda los 27 °C y la precipitación media es de 1.150 mm. Abril es el mes más cálido. Entonces la temperatura media diaria ronda los 29 °C. El mes más fresco es diciembre, cuando la temperatura media ronda los 26 °C. El mes más lluvioso es octubre, cuando llueve una media de unos 280 mm. Febrero, por el contrario, es el mes más seco. Entonces la precipitación media es de 0 mm.

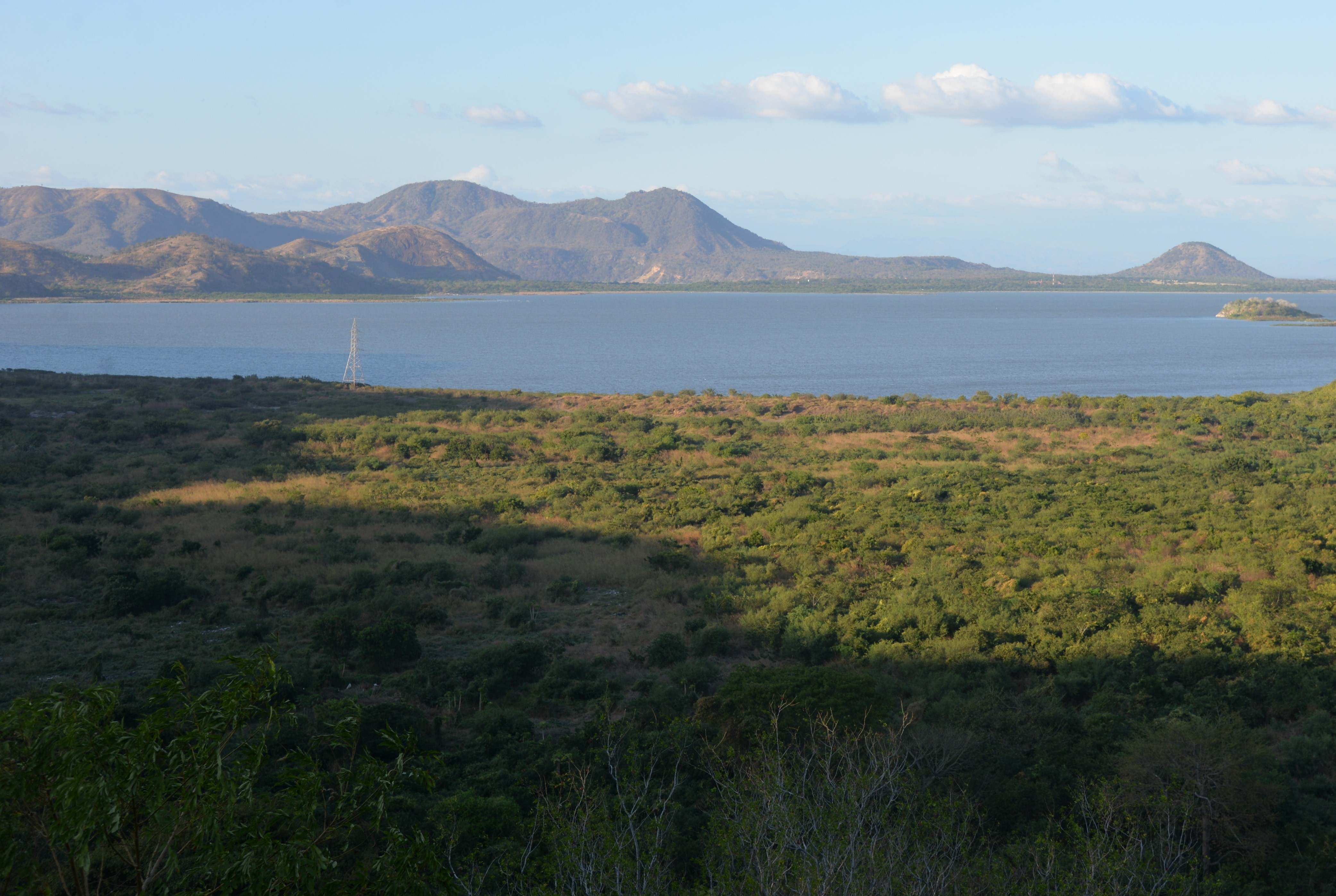
Vista de la Cuesta del Plomo

El municipio cuenta con tres espacios naturales donde se puede realizar senderismo, estudiar la vida vegetal y animal y disfrutar bonitas vistas: el Mirador Oro Verde, el Mirador La Rapadura y el Cerro Motastepe. Desde el Cerro Motastepe, hay una linda vista de Managua. Un cuarto mirador es el Monumento a los Mártires en la Cuesta del Plomo, donde hay una linda vista del lago Xolotlán y la península de Chiltepe.

## Infraestructura

### Transporte
Ciudad Sandino está ubicada a lo largo de la carretera entre Managua y León, con frecuentes conexiones de autobús en ambas direcciones. Desde los distintos barrios también hay autobuses locales hacia la ciudad capital.
La red vial se estructura a partir de un sistema de calles que se derivan de una avenida principal la cual está conectada directamente a la Carretera Nueva a León, la que está clasificada como una distribuidora primaria en la jerarquía vial. 
El sistema de calles antes mencionadas en un 80 % se encuentran sin revestir y muchas de ellas presentan deterioro progresivo, donde son evidentes las cárcavas a causa de las aguas pluviales y aguas grises provenientes de las viviendas que no cuentan con drenaje sanitario. 
Desde el año 2008 la alcaldía municipal impulsa el proyecto de alcantarillado sanitario, para dotar a todo el municipio con un sistema de aguas negras.
Desde el año 2009, Ciudad Sandino cuenta con las rutas de buses intermunicipales siguientes:
- 113: Zona 6 (Ciudad Sandino) - Mercado Oriental.
- 115: Zona 5 (Ciudad Sandino) - Mercado Oriental.
- 125: Bello Amanecer Zona 9 (Ciudad Sandino) - Mercado Oriental.
- 133: Zona 6 (Ciudad Sandino) - Mercado Oriental.
- 172: Los Brasiles - Zona 11 (Ciudad Sandino) - Mercado Oriental.
- 210: Zona 5 (Ciudad Sandino) - Catedral de Managua (Metrocentro).

Para el transporte local, los pobladores cuentan con taxis, mototaxis los famosos tuk-tuks y ciclotaxis que son llamadas caponeras.

### Telecomunicaciones
El sector urbano del municipio cuenta con el servicio telefónico fijo y móvil en gran cobertura. El área urbana también cuenta con el servicio de TV por cable y satelital además de Internet ADSL, cable, 3G y 4G.

## Cultura
Ciudad Sandino es un municipio multicultural ya que la población ha inmigrado de diferentes partes de Nicaragua y cada grupo practica sus propias tradiciones. Hay muchos grupos de danza local en Ciudad Sandino y en agosto de cada año se organiza un gran festival de danza folclórica. Uno de los grupos de danza folclórica más famosos es Song Pinolero. Ciudad Sandino también tiene muchos grupos de música, como bandas filarmónicas, Los Clásicos, La Comarca, La Cuadra, Eco Latino, Fórmula 5, Los Grandes del Ayer y La Madrugada. La canción oficial del municipio es Quincho Barrilete, compuesta por Carlos Mejía Godoy.
En el centro de Ciudad Sandino se encuentra el Museo Comunitario Sandino, con hallazgos arqueológicos de la zona. Entre otras cosas, tienen una colección de grandes urnas funerarias de la época precolonial.

## Religión
En Ciudad Sandino, cada distrito tiene su propio santo que celebran. La iglesia principal del municipio es San Francisco Javier, que es la segunda iglesia más grande del departamento de Managua. La iglesia está ubicada en un pequeño parque y tiene una arquitectura abierta moderna con grandes ventanales sobre el altar.